# CD Ciempozuelos
CD Ciempozuelos is een Spaanse voetbalclub. Het voetbalt in het stadion Nuevo Municipal de Ciempozuelos in Ciempozuelos in de autonome regio Madrid. De club speelt sinds het seizoen 2003/04 in de Tercera División.

## Historie
De geschiedenis van CD Ciempozuelos in het professionele voetbal begint in het seizoen 1977/78 als het in de Tercera División debuteert en daar blijft tot de degradatie in 1989. Het duurt dan 14 jaar voor de club weer terugkeert. In totaal heeft het nu (inclusief huidige seizoen) 14 seizoenen in de Tercera División gespeeld.

## Gewonnen prijzen
- Tercera División: 2007/08

RSD Alcalá ·
Alcobendas ·
AD Alcorcón B ·
Real Aranjuaz CF ·
Atlético de Pinto · 
RCD Carabanchel ·
AD Complutense Alcalá ·
CD El Álamo ·
Flat Earth FC ·
CD Leganés B ·
ED Moratalaz ·
Móstoles CF ·
CD Móstoles URJC · 
AD Parla ·
Pozuelo ·
Rayo Vallecano B ·
San Fernando · 
DAV Santa Ana ·
AD Torrejón CF ·
CF Trival Valderas ·
AD Unión Adarve ·
FC Villanueva del Pardillo ·
SAD Villaverde San Andrés